# Zanny Minton Beddoes
Susan Jean Elisabeth "Zanny" Minton Beddoes (nascida em julho de 1967) é uma jornalista britânica. Ela é editora-chefe do The Economist, a primeira mulher a ocupar o cargo. Ela começou a trabalhar para a revista em 1994 como correspondente para mercados emergentes. 

## Carreira
Após a formatura, foi recrutada como conselheira do Ministro das Finanças da Polônia, em 1992,  como parte de um pequeno grupo liderado pelo Professor Jeffrey Sachs, de Harvard. Passou então dois anos como economista no Fundo Monetário Internacional (FMI), onde trabalhou em programas de ajustamento macroeconómico em África e nas economias em transição da Europa Central e Oriental.
Através deste trabalho, ingressou na The Economist em 1994 como correspondente do jornal para mercados emergentes, com sede em Londres. Ela se tornou editora da Economist em 1996, supervisionando a cobertura de economia global em Washington D.C., e mais tarde mudou-se para editora de Assuntos de Negócios, responsável por negócios, finanças e ciência. Ela começou como 17ª editora-chefe em 2 de fevereiro de 2015, a primeira mulher a ocupar o cargo.  
Garantida por sua nomeação para o cargo de editora-chefe da The Economist, Minton Beddoes foi descrita pela edição de 2015 do Debrett's 500 como "uma das vozes mais influentes no jornalismo financeiro".  Ela escreveu pesquisas sobre a economia mundial, finanças latino-americanas, finanças globais e Ásia Central. Ela escreveu extensivamente sobre a economia norte-americana e a política financeira internacional; o alargamento da União Europeia; o futuro do FMI; e reforma económica nas economias emergentes. Ela publicou artigos na Foreign Affairs e na Foreign Policy, contribuiu com capítulos para vários volumes de conferências e editou Emerging Asia (Asian Development Bank, 1997), um livro sobre o futuro dos mercados emergentes na Ásia. 
Ela é curadora do Carnegie Endowment for International Peace e membro do Conselho Consultivo de Pesquisa do Comitê para o Desenvolvimento Econômico. 